# Pedro Armando Rodríguez
Pedro Armando Rodríguez es un escritor de telenovelas y series mexicanas. Ha realizado su carrera en la televisión mexicana para Televisa.

## Trayectoria

### Telenovelas

#### Historias originales
- La doble vida de Estela Carrillo (2017) con Claudia Velazco[1]
- Vencer el miedo (2019) con Claudia Velazco
- Vencer el desamor (2020) con Claudia Velazco
- Vencer el pasado (2021) con Alejandra Romero Meza[2]
- Vencer la ausencia (2022) con Gerardo Pérez Zermeño
- Más allá de ti (2023) con Claudia Velazco
- Papás por conveniencia (2024) con Gerardo Pérez Zermeño

#### Adaptaciones
- Clase 406 (2002-2003) con María Cervantes Balmori - Historia original de Diego Vivanco, Sandra Rita Paba y Ana María Parra
- Rebelde (2004-2006) con María Cervantes Balmori y Alejandra Romero Meza - Historia original de Cris Morena y Patricia Maldonado
- Lola, érase una vez (2007-2008) con María Cervantes Balmori y Alejandra Romero Meza - Historia original de Cris Morena, Gabriela Fiore y Solange Keoleyan
- Verano de amor (2009) con María Cervantes Balmori y Alejandra Romero Meza - Historia original de Cris Morena, Claudio Lacelli y José Ierfino
- Niña de mi corazón (2010) con María Cervantes Balmori y Alejandra Romero Meza - Historia original de Abel Santa Cruz
- Primera parte de Miss XV (2012) con María Cervantes Balmori - Historia original de Jorge Durán Chávez, René Muñoz y Edmundo Báez
- Por ella soy Eva (2012) con Alejandra Romero Meza y Humberto Robles - Historia original de Elkim Ospina, Fernán Rivera y Juan Carlos Troncoso
- Qué pobres tan ricos (2013-2014) con Alejandra Romero Meza y Humberto Robles - Historia original de Adriana Lorenzón, Juan Manuel Cáceres, Héctor Alejandro Moncada y Liliana Guzmán
- Antes muerta que Lichita (2015-2016) con Alejandra Romero Meza y Humberto Robles - Historia original de Covadonga Espeso, Jordi Arencón, Marta Azcona y Ariana Martín
- Papá a toda madre (2017-2018) con Alejandra Romero Meza y Humberto Robles - Historia original de Montserrat Gómez[3]

### Series
- RBD, la familia (2007) con María Cervantes Balmori y Alejandra Romero Meza
- Terminales (2008) con Miguel Ángel Fox, Marcela Guerty, Ricardo Álvarez Canales y Patricio Sainz

### Remakes reescritos por otros
- Pa' quererte (2020) adaptación de Papá a toda madre por Juan Andrés Granados, Jorge Elkim Ospina y Juan Carlos Troncoso

### Premios TVyNovelas
| Año  | Categoría                | Telenovela                       | Resultado |
| ---- | ------------------------ | -------------------------------- | --------- |
| 2013 | Mejor guion o adaptación | Por ella soy Eva                 | Nominado  |
| 2016 | Mejor guion o adaptación | Antes muerta que Lichita         | Nominado  |
| 2018 | Mejor guion o adaptación | La doble vida de Estela Carrillo | Nominado  |
| 2020 | Mejor guion o adaptación | Vencer el miedo                  | Nominado  |

### TV Adicto Golden Awards
| Año  | Categoría               | Telenovela           | Resultado |
| ---- | ----------------------- | -------------------- | --------- |
| 2013 | Mejor adaptación        | Que pobres tan ricos | Ganador   |
| 2020 | Mejor historia original | Vencer el desamor    | Ganador   |